# Самойленко, Виктор Григорьевич
Виктор Григорьевич Самойленко (9 июня 1931 — 31 марта 2022) — советский политработник, генерал-полковник (15.02.1988).

## Биография
Родился в 1931 году. Член ВКП(б) с 1954 года. В 1954 году он окончил Сумской государственный педагогический институт и был призван на военную службу.
С 1954 года — на службе в Вооружённых Силах СССР. В 1956 году, окончив танковое училище. 
Красноармеец, на политической и высшей руководящей политической работе в Советской Армии, начальник политуправления Уральского, Сибирского и Прибалтийского военных округов, член Военного совета Уральского военного округа, член Военного совета Сибирского военного округа, первый заместитель начальника политического управления Сухопутных войск ВС СССР, с 1980 по 1982 годы — начальник политического отдела группы советских военных советников — заместитель Главного военного советника в ДРА по политической части, советник начальника Главного политического управления армии ДРА, член Военного совета Прибалтийского военного округа. В 1991 году — начальник военно-политического управления — первый заместитель главнокомандующего войсками Западного стратегического направления.
Избирался депутатом Верховного Совета РСФСР 9-го, 10-го и 11-го созывов, депутатом Верховного Совета Белорусской ССР/Белоруссии 12-го созыва.
Генерал-майор (25.04.1975), генерал-лейтенант (14.02.1978), генерал-полковник (15.02.1988).
Скончался 31 марта 2022 года на 91-м году жизни. Похоронен на Федеральном военном мемориале «Пантеон защитников Отечества».